# Limnophora dauroensis
Limnophora dauroensis är en tvåvingeart som beskrevs av Shinonaga 2005. Limnophora dauroensis ingår i släktet Limnophora och familjen husflugor. Inga underarter finns listade i Catalogue of Life.